# Пономарчук, Анатолий Федосеевич
Пономарчук Анатолий Федосеевич (14 июля 1925, Кривой Рог, Екатеринославская губерния — 18 февраля 2008, Винница) — советский и украинский учёный-машиностроитель. Доктор технических наук (1975), профессор (1985), профессор кафедры газоснабжения и инженерного обеспечения строительства Винницкого национального технического университета.

## Биография
Родился 14 июля 1925 года в городе Кривой Рог в рабочей семье.
Во время Великой Отечественной войны жил на оккупированной территории, был принудительно вывезен на работы в Германию, освобождён американскими войсками в Австрии, вступил в ряды Красной армии.
В 1952 году поступил в Криворожский горнорудный институт, который окончил в 1957 году.
После окончания института работал начальником проходки треста «Кривбассшахтопроходка».
В 1960 году перешёл работать в Научно-исследовательский горно-рудный институт (НИГРИ), с 1963 года — начальник лаборатории бурового оборудования. В НИГРИ разработал ряд высокоэффективных пневматических машин ударного действия, в том числе погружной пневмоударник П-1-75 и колоночный перфоратор ПК50П, которые широко использовались в СССР и экспортировались за границу.
В 1963 году защитил кандидатскую диссертацию по теме «Исследование энергоёмкости ударного бурения с целью повышения производительности буровых машин».
В 1975 году защитил докторскую диссертацию по теме «Исследование и разработка пневматических машин ударного действия».
С 1977 года работал в Винницком политехническом институте: в 1977—1990 годах — заведующий кафедрой промышленного и гражданского строительства, с 1990 года — профессор кафедры теплоэнергетики, газоснабжения и инженерного обеспечения строительства. В 1985 году присвоено учёное звание профессора.
Умер 18 февраля 2008 года в городе Виннице.

## Научная деятельность
Специалист в области машиностроения. Научно-исследовательские работы касались создания пневмо- и гидроприводов машин ударного и вибрационного действия, разработки систем и технологий повышения термического сопротивления ограждающих конструкций зданий. Автор 186 научных статей и 207 изобретений. Соавтор патентов. Подготовил 9 кандидатов технических наук.
В Винницком политехническом институте, возглавляя кафедру промышленного и гражданского строительства, а затем в должности профессора кафедры газоснабжения и инженерного обеспечения строительства, совместно с коллективами кафедр приложил усилия для создания прочной материально-технической базы, научно-технического и методического обеспечения подготовки высококвалифицированных специалистов.
С 1994 года был членом диссертационного совета К05.052.03 по защите кандидатских диссертаций по специальностям 05.02.03 (системы приводов) и 05.03.05 (процессы и машины обработки давлением).

### Научные труды
- Гидроуправляющее устройство импульсного дождевального аппарата // Гидропривод и гидропневмоавтоматика: Респ. межвед. науч.-тех. сб. — Киев, 1985. Вып. 21 (в соавторстве);
- Гидроприводный автоматический блок управления импульсным дождевальным апаратом // Гидропривод и гидропневмоавтоматика: Респ. межвед. науч.-тех. сб. — Киев, 1986. Вып. 22 (в соавторстве);
- Импульсный дождевальный аппарат // Гидротехника мелиорация: Сб. — М., 1986. № 5 (в соавторстве);
- Моделирование динамики работы вертикального виброконвейера с гидроприводом // Гидропривод и гидропневмоавтоматика: Респ. межвед. науч.-тех. сб. Киев, 1987. Вып. 23 (в соавторстве);
- Погружний пневмоударник // Вісник Вінницького політехнічного інституту. 1998. № 3;
- Підвищення термічного опору зовнішніх огороджувальних конструкцій наявних будівель // Вісник Вінницького політехнічного інституту. 2001. № 1;
- Порівняльний аналіз повітророзподільних систем пневмоударних машин // Вісник Вінницького політехнічного інституту. 2002. № 1.
- Використання вакуумних термоізоляторів [Текст] / А. Ф. Пономарчук // Будівництво України. — 2005. — № 6. — С. 45.

## Награды
- Медаль «За доблестный труд. В ознаменование 100-летия со дня рождения Владимира Ильича Ленина»;
- Медаль «За трудовую доблесть»;
- Трижды медали ВДНХ СССР.